# Фигерас
Фигерас или Фигерес (шп. Figueras или кат. Figueres) град је у Шпанији који се налази у провинцији Ђирона, у аутономној заједници Каталонија. Град лежи у туристичком региону Коста Браве, на надморској висини од 28 m и има свега 35.000 становника.
Фигерас се издигао из петоугаоног утврђења Кастиљо де Сан фернандо у 18. веку. са површином од 32 хектара ово средњовековно утврђење примало је 6.000 људи и 500 коња. У Фигерасу се налази Музеј Уметности наиве, Музеј играчака, а најпознатији је по музеју Салвадора Далија, јер је то његово родно место.

## Становништво
Према процени, у граду је 2017. живело 45.726 становника.
| 2017.  |
| ------ |
| 45.726 |

## Партнерски градови
- Марињан
- Перпињан
- Сент Питерсберг
- Aïn Beïda
- Ум ел Буаги
- Крајова
- Алкала ла Реал

## Познате личности
- Салвадор Дали, познати шпански сликар и писац